# Gabriela Montero

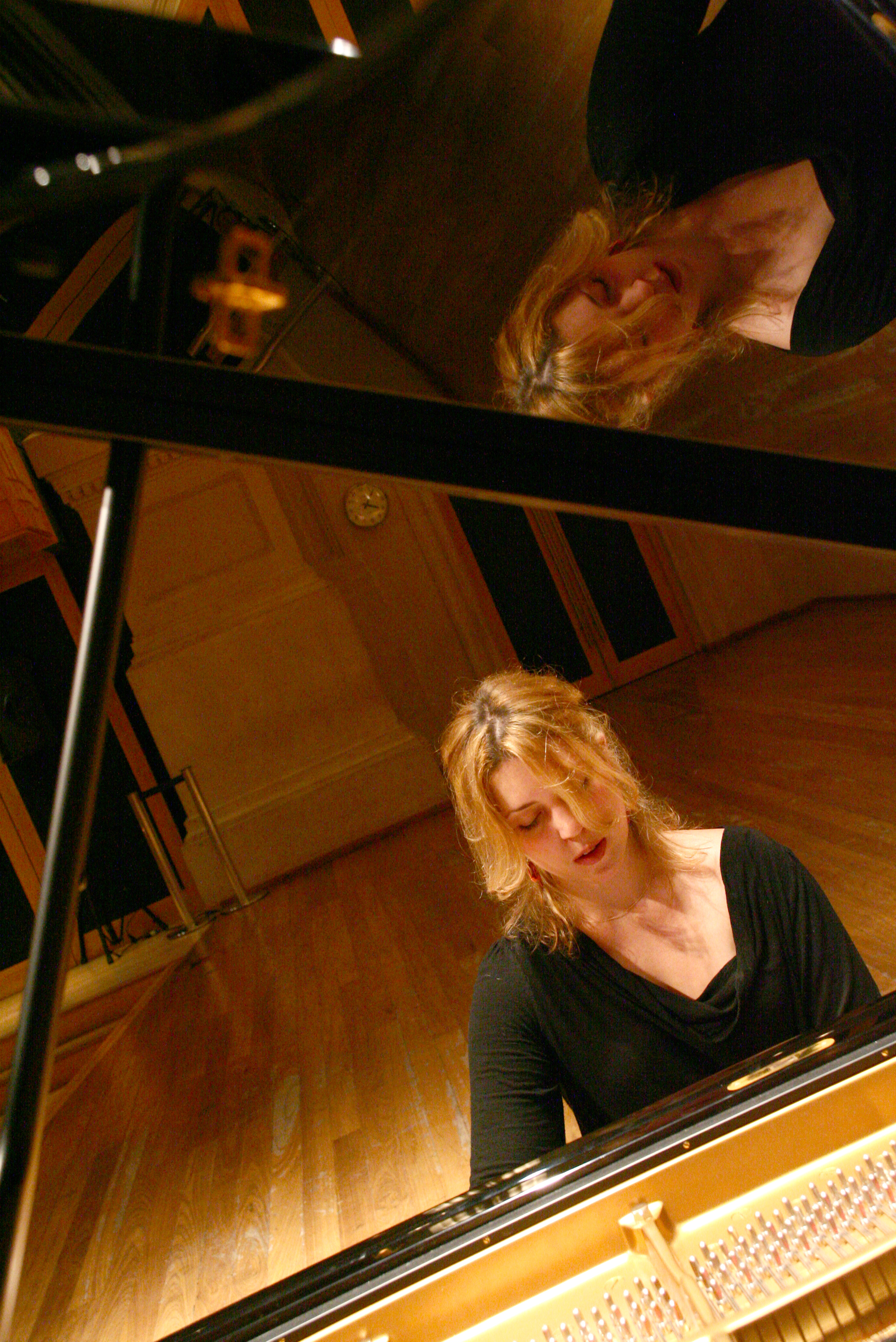
Gabriela Montero am Flügel

Gabriela Montero (* 10. Mai 1970 in Caracas, Venezuela) ist eine venezolanische Pianistin und Komponistin.

## Leben
Ihren ersten öffentlichen Auftritt hatte sie im Alter von fünf Jahren. Ihr Konzert-Debüt gab sie als Achtjährige mit dem Orquesta Sinfónica de la Juventud Venezolana Simón Bolívar unter José Antonio Abreu und erhielt ein Stipendium der Regierung, um in den USA zu studieren. Mit zwölf Jahren gewann sie den Baldwin-Wettbewerb und den AMSA Young Artist International Piano Wettbewerb mit der Aufführung von Tschaikowskis 1. Klavierkonzert mit dem Cincinnati Symphony Orchestra.
Sie führte ihr Studium fort bei Lyl Tiempo, Andrez Esterhazy und Professor Hamish Milne an der Royal Academy of Music in London. Internationale Aufmerksamkeit errang sie erstmals durch den dritten Platz beim 13. internationalen Chopin-Wettbewerb in Warschau 1995.
Gabriela Montero ist verheiratet und Mutter von zwei Töchtern. Sie lebte längere Zeit in der Nähe von Boston, dann in Los Angeles. Derzeit (2018) wohnt sie mit ihrer Familie in Barcelona.
Gabriela Montero setzt sich auch politisch ein und nutzt ihre Prominenz dazu, auf die Missstände und Unruhen in ihrer Heimat Venezuela aufmerksam zu machen. Auch in ihren Kompositionen lässt sie sich von gesellschaftlichen und politischen Themen beeinflussen, so ist zum Beispiel ihre Komposition "Ex Patria" ihrem Heimatland gewidmet.

## Improvisation
Sie besitzt die unter klassischen Pianisten seltene Fähigkeit, über beliebige, vom Publikum gestellte Themen zu improvisieren und damit eine Brücke zum Jazz und anderer Musik zu schlagen. Diese Gabe der Improvisation und Inspiration, wie sie auch Friedrich Gulda besaß, nimmt inzwischen großen Raum in ihren Konzerten und Aufnahmen ein. Die Pianistin Martha Argerich ermunterte sie, ihre Improvisationen ins Konzertleben einzubringen. Gabriela Montero war im Sinne dieses Gedankens zusammen mit Martha Argerich, Paul Gulda und Rico Gulda beim Gulda-Gedächtniskonzert Martha Argerich meets Friedrich Gulda anlässlich seines 75. Geburtstages am 19. Juli 2005 in der Bayerischen Staatsoper in München zu hören.
Sie selbst sagte auf die Frage hin, wie sie die Improvisationen zustande bringe: „Ich mache eigentlich nichts. Da ist etwas, das fließt einfach durch mich hindurch“.
In Klavierabenden trat Gabriela Montero bereits in vielen Konzertsälen auf, u. a.: Wigmore Hall London, Kennedy Center Washington DC, National Arts Center Ottawa, Orchard Hall Tokyo, Teatro Colón Buenos Aires, Wiener Konzerthaus, Herkulessaal München, Musikhalle Hamburg, Berlin Konzerthaus, Tonhalle Düsseldorf. Sie spielte 2007 in der Kölner Philharmonie im Rahmen der MusikTriennale Köln, deren Thema die ‘Improvisation’ war. Dazu eingeladen sang ihr das Publikum den Bläck-Fööss-Klassiker M’r losse d’r Dom en Kölle vor; Montero improvisierte darüber.
Sie spielte am 20. Januar 2009 bei der Amtseinführung von Barack Obama den Klavierpart in dem Quartett Air and Simple Gifts, das John Williams speziell zu diesem Anlass komponiert hatte. Ihre Partner waren Anthony McGill (Klarinette), Itzhak Perlman (Violine) und Yo-Yo Ma (Violoncello). Bedingt durch das Wetter wurde an diesem Tag eine Aufnahme verwendet.

## Engagement und Auszeichnung
Montero engagiert sich als Botschafterin von Amnesty International, für ihr Heimatland und für junge Künstler aus Venezuela.
Am 18. März 2018 erhielt sie den Musikpreis des „Heidelberger Frühling“ 2018. Damit würdigt der Heidelberger Frühling sie explizit auch als eine „politische Persönlichkeit, die sich für die Menschenrechte in ihrem Heimatland Venezuela einsetzt und nicht selten öffentlich auf die skandalösen Zustände dort hinweist“.
Am 4. Dezember 2018 wurde sie im Rahmen eines Festkonzertes im Beisein ihres Mannes mit dem 4. Internationalen Beethoven-Preis für Menschenrechte, Frieden, Freiheit, Armutsbekämpfung und Inklusion der Beethoven Academy ausgezeichnet „als Ehrung für ihr aktives gesellschaftliches und politisches Engagement“. Dabei nutzte sie das Podium für ein Statement, in dem sie erneut auf die tiefgreifenden Missstände hinwies, unter denen die Menschen in ihrem Heimatland leiden. Sie kritisierte und klagte an, dass Venezuela, ein einst wohlhabendes demokratisches Land, heute eine von Korruption und Gewalt geprägte Diktatur sei. Und sie warnte vor der „marketingfreundlichen“ Lüge, Musik heile alles, womit sie auf das vom Regime geförderte Musikprojekt El Sistema hinwies. Für ihr Statement erhielt sie den stehenden Applaus des Publikums.

## Zitat
„Ich bin selten so einem Talent wie Gabriela begegnet.“

„Ihr Einsatz für die Menschen in Venezuela ist beeindruckend und nachahmenswert.“

## Komposition
- 2011: ExPatria für Klavier und Orchester[11]
- 2016: Klavierkonzert Nr. 1 Latin Concerto[12]

## Diskografie
| Jahr | Titel                                           | Künstler                             | Label           |
| 2010 | Solatino                                        | Gabriela Montero                     | EMI Classics    |
| 2008 | Rhapsody – Rachmaninov, Prokofiev Cello Sonatas | Gautier Capuçon und Gabriela Montero | Virgin Classics |
| 2007 | Baroque                                         | Gabriela Montero                     | EMI Classics    |
| 2007 | Chopin: Piano Works                             | Gabriela Montero                     | Palexa          |
| 2006 | Bach and Beyond                                 | Gabriela Montero                     | EMI Classics    |
| 2006 | Gabriela Montero en Concert a Montreal          | Gabriela Montero                     | Palexa          |
| 2005 | Piano Recital                                   | Gabriela Montero                     | EMI Classics    |